# Simon Abramsz
Simon Abramsz (Amsterdam, 23 april 1867 — Velp, 28 januari 1924) was een Nederlandse onderwijzer, kinderboekenschrijver, tekstdichter en tijdschriftredacteur.
Hij schreef een aantal kinderboeken, waaronder Veertien dagen op een ijsschots (1898). Abramsz stelde daarnaast de bekende bundel met traditionele kinderversjes Rijmpjes en versjes uit de oude doos samen (1911; 54e druk 2009).
Bekende liedjes van zijn hand zijn: 'Er schommelt een wiegjen in 't bloeiende hout'; het kinderliedje ' 'k Droomde gist'ren van een ventje' en de sinterklaasliedjes: 'Op de hoge, hoge daken / Rijdt de bisschop met zijn knecht' en 'Zoetjes gaan de paardenvoetjes / Trippel, trappel, trippel, trap'.

## Persoonlijk
Simon Abramsz trouwde in 1894 met Anna Maria Everts. Zij kregen twee dochters, Maria (1896) en Anna Maria (1898), van wie de jongste op 7-jarige leeftijd overleed.

## Werk
Simon Abramsz was onderwijzer en later schoolhoofd in Amsterdam. Hij was redacteur bij de kindertijdschriften Voor de kinderkamer, De Kinderwereld en Voor 't jonge volkje.
Hij schreef verschillende jeugdromans en verhalenbundels. Hieronder de titels: Wilskracht. Een bewogen leven (1893); Veertien dagen op een ijsschots (1898); Sinterklaas-vertellingen (1919); In en om het rozenhuisje: een dik boek voor de hééle kleintjes (1922); en Kleine vertellingen voor kleine kinderen (1925).
Daarnaast stelde Abramsz verschillende bundels met oude, meer of minder bekende, traditionele kinderliedjes en kindergedichtjes samen: Onze kinderversjes van vroeger en nu (1909); Rijmpjes en versjes uit de oude doos (1911); en Onze oude kinderdeuntjes (1923).

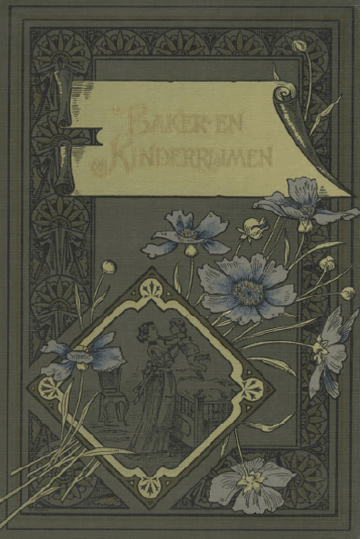
De baanbrekende negentiende-eeuwse verzameling van baker- en kinderrijmen, samengesteld door Johannes van Vloten. Deze diende voor Simon Abramsz als voorbeeld voor het samenstellen van de bundel Rijmpjes en versjes uit de oude doos (1911).

De bundel Rijmpjes en versjes uit de oude doos werd geïllustreerd door Jan Sluyters. De baanbrekende negentiende-eeuwse verzameling Nederlandsche baker- en kinderrijmen (1872-1894), samengesteld door de wetenschapper Johannes van Vloten, was een voorbeeld voor Abramsz bij het verzamelen van kinderversjes. Ook illustratoren als Nelly Bodenheim, Sijtje Aafjes en Jan Wiegman namen een voorbeeld aan de bundel. Deze uitgaven gaven op hun beurt aan Rie Cramer aanzet tot het schrijven van haar kinderversjes.

### Kinderliedjes en liedbundels
Simon Abramsz schreef zelf een tiental bundels met kinderliedjes en rijmpjes. Hieronder: Zes tweestemmige kinderliederen (1907); Van Sinterklaas en Pieterbaas: twaalf sinterklaasliedjes (1911); Een boek vol versjes en mooie prentjes (1915); Zingen en spelen (1915); en Een schat van versjes (1922).
In veel gevallen componeerde hij zelf de muziek, maar hij werkte ook samen met componisten als L.Adr. van Tetterode, Bernard Diamant en J.S. Brandts Buys.
Bekende liedjes van zijn hand zijn 'Er schommelt een wiegjen in 't bloeiende hout' (muziek: L.Adr. van Tetterode); 'De Hollandsche weiden die zijn er zoo malsch' (muziek: L.Adr. van Tetterode); en 'Holland ze zeggen: je grond is zoo dras' (eigen melodie). Deze liedjes werden opgenomen in de liedbundel Kun je nog zingen, zing dan mee (1e druk in 1906). Door de populariteit en lange drukgeschiedenis van dit liedboek (41e druk in 1986) bleven dit decennialang in ruime kring bekende liedjes.
Daarop werden twee van zijn liedjes ook opgenomen in het kinderliedboek Kun je nog zingen, zing dan mee! Voor jonge kinderen (1912); een wiegeliedje en een dansliedje.
Ook twee van zijn sinterklaasliedjes raakten bekend, beide uit 1911: 'Op de hoge, hoge daken / Rijdt de bisschop met zijn knecht' (melodie: 'Zie de maan schijnt') en 'Zoetjes gaan de paardenvoetjes / Trippel, trappel, trippel, trap' (eigen melodie; later meestal met de beginregel 'Zachtjes gaan de paardenvoetjes').
Daarnaast kreeg zijn kinderliedje ' 'k Droomde gist'ren van een ventje / En zijn buikje was van koek' (' 't Droomventje') een ruimere bekendheid. Het liedje uit 1915, over een mannetje dat is samengesteld uit allerlei lekkernijen, dat kan dansen, en uiteindelijk van zijn chocoladebroek laat proeven, werd opgenomen in het overzichtswerk van Gerrit Komrij, De Nederlandse kinderpoëzie in 1000 en enige gedichten (2007).
Komrij nam acht kindergedichtjes van Abramsz in dit overzichtswerk op. Het gaat om: 'Van de taart, die dansen ging'; 'Koosje wil professor worden'; 'Op de hoge, hoge daken'; ' 't Droomventje'; 'A.B.C.'; 'Verdwaald'; 'Ken je 't karekietje niet?'; en 'Op het ijs'.

## Uitgaven
Selectie uit de kinderboeken en kinderliedboekjes van Simon Abramsz.

### Kinderboeken
- 1893 - Een bewogen leven (Becht, Amsterdam)
- 1898 - Veertien dagen op een ijsschots (E.L.E. van Dantzig, Amsterdam) (6e druk: 1962)
- 1902 - Op sneeuwschoenen door Groenland, naar de Duitsche vertaling van de oorspronkelijk Noorsche tekst van Frithjof Nansen (W. Versluys, Amsterdam).
- 1912 - Sprookjes uit moeders jeugd (Meulenhoff & Co, Amsterdam)
- 1917 - De roem van Rohrau: een verhaal uit het leven van Jozef Haydn (Van Belkum, Zutphen)
- 1917 - Wat kinderooren kan bekoren: geïllustreerd vertelselboek (P. van Belkum Az., Zutphen). Verhalen, 2 dln.
- 1919 - Sinterklaas-vertellingen (Van Belkum, Zutphen)
- 1922 - In en om het rozenhuisje: een dik boek voor de hééle kleintjes (Veen, Amsterdam)
- 1925 - Kleine vertellingen voor kleine kinderen, eerste deel - nummer 1 tot 100 (P. van Belkum Az, Velp)
- 1926 - Bont gezelschap: vertellingen voor jongens en meisjes (Van Belkum, Velp)

### Gedichten en kinderliedjes
- 19xx - Van kleine kleuters: twaalf éénstemmige kinderliedjes, bundel 1 (Alsbach, Amsterdam). Tekst van S. (Simon?) Abramsz. Muziek: Lambertus Adrianus van Tetterode. Bevat: 't Vogelnestje'; 'Ik heb een paar klompjes gekregen'; 'Buiten en binnen'; 'Raadseltje'; 'Het muisje en het jongetje'; 'Hartediefjes'
- 19xx - Van kleine kleuters: twaalf éénstemmige kinderliedjes, bundel 2 (Alsbach, Amsterdam).Tekst van S. (Simon?) Abramsz. Muziek: Lambertus Adrianus van Tetterode. Bevat: 'In 't wiegje'; 'Jan en zijn nieuwe broek'; 'Zeven uur'; 'Waschdag'; 'Van Klaas, die ongehoorzaam was'; 'Een vreeselijk jager'
- 19xx - Liedeke van minne. Muziek: Bernard Diamant.
- 1907 - Zes tweestemmige kinderliederen: voor school en huisgezin (Alsbach, Amsterdam). Muziek: L.Adr. van Tetterode. Bevat: 'Zomerochtendliedje'; 'Madeliefje'; 'Meilied'; 'Vogelnestje'; 'Avond'; 'Een Hollandsch lied'
- 1910? - Vreugd voor de jeugd, deel 1 (Van Belkum, Zutphen). Tekst van S. (Simon?) Abramsz. Muziek: Lambertus Adrianus van Tetterode. Bevat: 'Slaapliedje'; 'Scheepjes varen op de zee'; ' 't Vogelnestje'; 'Stijve Piet en kleine zus'; 'Met vaders hoogen hoed'; 'Doktertje spelen'
- 1910? - Vreugd voor de jeugd, deel 2 (Van Belkum, Zutphen). Tekst van S. (Simon?) Abramsz. Muziek: Lambertus Adrianus van Tetterode. Bevat: 'Het maantje en de zon'; 'Van een kikkertje'; 'Meiliedje'; 'Sinterklaas bij stouten Wim'; 'Van Jaap en den inktpot'; 'Zoo'n verstandig muisje!'
- 1911 - Van Sinterklaas en Pieterbaas: twaalf sinterklaasliedjes (Van Belkum, Zutphen). Bevat: 'Sinterklaas op zee'; 'Sinterklaas in 't land'; 'Op de hooge, hooge daken'; 'Zoetjes gaan de paardevoetjes'; 'Schimmeltje op het dak'; 'In plaats van het hooi'; 'Kom binnen, goede bisschop'; 'Om onder den schoorsteen te zingen'; 'Strooiliedje'; 'Zes december'; 'Sinterklaas bij stouten Wim'; 'Sinterklaas vertrekt'
- 1915 - Een boek vol versjes en mooie prentjes: voor het kleine volkje (P. van Belkum Az., Zutphen). Met prentjes van A. Rünckel
- 1915 - Zingen en spelen: speelliedjes voor de kinderkamer, de voorbereidende scholen en de laagste klassen van de lagere scholen (P. van Belkum Az., Velp). Tekst en muziek van S. Abramsz; tekeningen van Jan Wiegman. 8 dln.
- 1916 - Rijmpjes bij zwartjes (Van Belkum, Zutphen). Rijmpjes van S. Abramsz; zwartjes van Jan Wiegman
- 1916 - 't Kameraadje heeft op ieder blaadje een versje of een plaatje (P. van Belkum Az, Zutphen). Versjes van S. Abramsz; prentjes van Jan Wiegman
- 1921 - Geïllustreerde kinderliedjes met begeleiding van piano (P. van Belkum Az., Zutphen). Tekst en muziek van S. Abramsz (6 dln.)
- 1921 - Mijn eerste versjesboek: nieuwe kindergedichtjes (J.M. Meulenhoff, Amsterdam). Met plaatjes van E. Riemersma
- 1921 - Keurige versjes en kleurige prentjes voor het kleine volkje (P. van Belkum Az., Zutphen). Met prentjes van D. Viel. Bevat een ABC.
- 1922 - Het aardigste boekje: rijmpjes en vertelseltjes voor het kleine volkje (P. van Belkum Az., Velp). Bloemlezing uit diverse werken van Simon Abramsz, o.a.: Geïllustreerde kinderliedjes en 'A.B.C. wie van de kindertjes leest er mee'
- 1922 - Een schat van versjes: nieuwe kindergedichtjes (P. van Belkum Az., Zutphen). Prentjes van Ella Riemersma

### Liedbundels met een of enkele liedjes
- 19xx - Vrije School-liedboek (Vrij Geestesleven, Den Haag). Samengesteld door Henri Zagwijn en J.P. Soetekouw. Hierin: 1 liedje van Simon Abramsz, auteur van 'Dierenliedje'
- 1938 - Kun je nog zingen, zing dan mee (P. Noordhoff, Groningen). Samengesteld door Jan Veldkamp en Klaas de Boer. Hierin 4 liedjes van Abramsz: 'Er schommelt een wiegjen in 't bloeiende hout' ('Vogelnestje'); 'Kind'ren, naar buiten, het zonnetje lacht'; 'De Hollandsche weiden die zijn er zoo malsch'; en 'Holland ze zeggen: je grond is zoo dras'

### Verzamelbundels traditionele kinderliedjes
- 1909 - Onze kinderversjes van vroeger en nu: bloemlezing voor school en kinderkamer (Meulenhoff, Amsterdam). Verzameld door S. Abramsz; met tekeningen van Jan Sluyters (2 dln)
- 1911 - Rijmpjes en versjes uit de oude doos (Meulenhoff & Co., Amsterdam). Verzameld door S. Abramsz; met tekeningen van Jan Sluyters (54e druk: 2009)
- 1923 - Onze oude kinderdeuntjes (P. van Belkum, Zutphen). Verzameld door S. Abramsz (3 dln.)

## Latere doorwerking in de jeugdliteratuur
In 1986 schreef Miek Dorrestein het boek Veertien dagen op een ijsschots. Een waar gebeurd verhaal rond de Zuiderzee (Ploegsma Amsterdam, 1986, 4e druk 2003). Zij baseerde haar boek op Simon Abramsz' boek Veertien dagen op een ijsschots uit 1898.